# Oxyhaloa buprestoides
Oxyhaloa buprestoides es una especie de cucaracha del género Oxyhaloa, familia Blaberidae, orden Blattodea.

## Distribución
Se distribuye por Malí, Guinea, Costa de Marfil, Camerún, República Centroafricana, República Democrática del Congo, Uganda, Kenia, Ruanda, Tanzania (isla Zanzíbar), Tanzania, Zimbabue, Sudáfrica (provincia de Transvaal) y Angola.

## Taxonomía
Fue descrita por Saussure en 1862 y publicada en Saussure. 1862. Rev. Mag. Zool. 2(14).